# 鍛冶橋通り

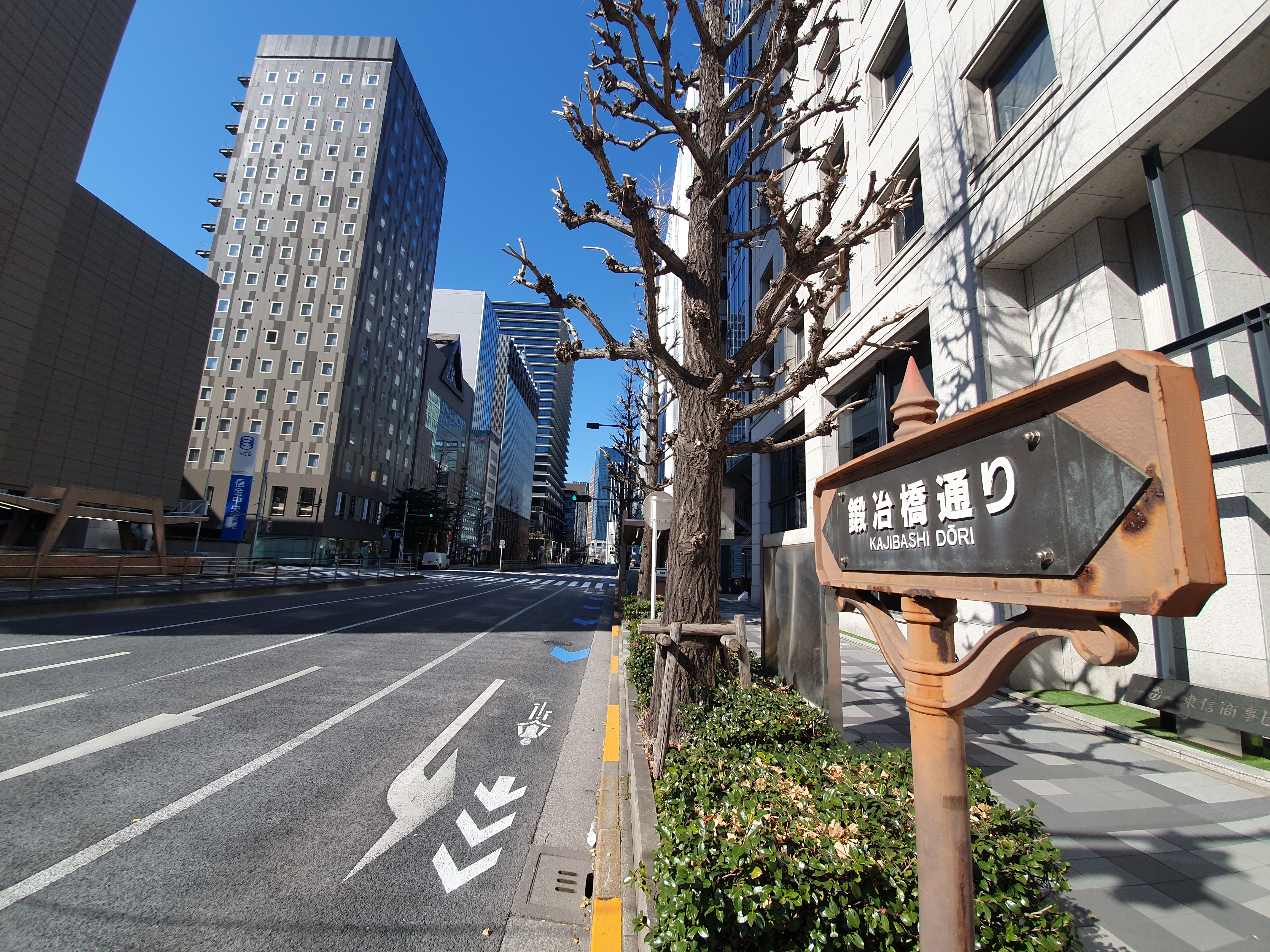
東京都中央区京橋3丁目8付近

鍛冶橋通り（かじばしどおり）とは東京都千代田区から中央区にかけての一般道路であり、皇居・内堀通り二重橋前交差点から永代通り永代橋西交差点までの区間を結ぶ。内堀通りから外堀通りまでの区間は東京都道406号皇居前鍛冶橋線に含まれる。現東京国際フォーラム・旧東京都庁に面し、JR高架の地下深くを東方向に京葉線が走っており、京葉線東京駅と八丁堀駅はこの通りに面している。

## 交差する主な道路
- 内堀通り（東京都道301号白山祝田田町線） - 二重橋交差点
- 日比谷通り（国道1号） - 馬場先門交差点
- 大名小路（東京都道402号錦町有楽町線） - 東京国際フォーラム西交差点
- 外堀通り（東京都道405号外濠環状線） - 鍛冶橋交差点
- 中央通り（国道15号） - 京橋交差点（京橋駅前）
- 昭和通り（東京都道316号日本橋芝浦大森線） - 京橋宝町交差点（弾正橋西詰）
- 首都高速都心環状線・京橋出口 - （名称のない交差点）
- 新大橋通り（東京都道・千葉県道50号東京市川線） - （名称のない交差点）（八丁堀駅前）
- 八重洲通り - 新川二丁目交差点
- 永代通り（東京都道・千葉県道10号東京浦安線） - 永代橋西交差点

## 主なランドマーク
- 東京国際フォーラム
- キリンホールディングス本社 (2006年頃まで)
- 大豊建設本社

## 近接する駅
- 二重橋前駅（東京メトロ千代田線）
- 日比谷駅（都営地下鉄三田線）
- 東京駅（JR京葉線）
- 京橋駅（東京メトロ銀座線）
- 宝町駅（都営地下鉄浅草線）
- 八丁堀駅（JR京葉線・東京メトロ日比谷線）